# Trencant les normes
Trencant les normes (originalment en anglès, Misbehaviour) és una pel·lícula de comèdia dramàtica britànica del 2020 dirigida per Philippa Lowthorpe, a partir d'un guió de Gaby Chiappe i Rebecca Frayn. La pel·lícula és protagonitzada per Keira Knightley, Gugu Mbatha-Raw, Jessie Buckley, Keeley Hawes, Phyllis Logan, Lesley Manville, Rhys Ifans i Greg Kinnear. Es va estrenar al Regne Unit el 13 de març de 2020 a càrrec de 20th Century Fox. S'ha subtitulat al català.

## Premissa
La competició Miss Món de 1970 va tenir lloc a Londres, organitzada pel còmic estatunidenc Bob Hope. En aquella època Miss Món era el programa de televisió més vist del món amb més de 100 milions d'espectadors. Argumentant que els concursos de bellesa cosifiquen les dones, el recent moviment d'alliberament de les dones va aconseguir fama de la nit al dia envaint l'escenari i interrompent la retransmissió en directe de la competició. Quan es va reprendre l'espectacle, el resultat va causar rebombori: la guanyadora no va ser la favorita sueca sinó Miss Grenada, la segona dona negra (després de Carole Crawford de Jamaica) que es va coronar Miss Món.

## Repartiment
- Keira Knightley com a Sally Alexander
- Gugu Mbatha-Raw com a Jennifer Hosten, Miss Grenada
- Jessie Buckley com a Jo Robinson
- Keeley Hawes com a Julia Morley
- Phyllis Logan com a Evelyn Alexander
- Lesley Manville com a Dolores Hope
- Rhys Ifans com a Eric Morley
- Greg Kinnear com a Bob Hope
- John Heffernan com a Gareth Stedman Jones